# Таязура-подорожник мала
Таязура-подорожник мала (Geococcyx velox) — вид птахів з родини зозулевих (Cuculidae).

## Поширення
Вид поширений в Мексиці від півдня пустелі Сонора вздовж тихоокеанського узбережжя до Гватемали, Гондурасу та північного Нікарагуа. На північному заході півострова Юкатан також є відокремлений субареал. Населяє посушливі та напівпосушливі відкриті ландшафти.

## Опис
Птах завдовжки 46-51 см, з них на хвіст припадає 24 см. Оперення світло-коричневе або сірувате з чорним, що забезпечує адекватний камуфляж для навколишнього середовища. Має довгі ноги, що дозволяє розвивати високу швидкість. Його довгий хвіст служить кермом під час бігу і дозволяє робити швидкі повороти.

## Спосіб життя
Пересувається переважно по землі. Навіть у разі небезпеки зозуля замість польоту втікає у густішу рослинність. Живиться комахами та дрібними ящірками.